# Tromboliza
Tromboliza – rozpuszczenie zakrzepu w wyniku podania leków trombolitycznych, np.: tPA lub streptokinaza.
Leczenie trombolityczne ma na celu przywrócenie przepływu krwi w zamkniętym lub znacznie zwężonym naczyniu krwionośnym. Stosowane jest w zawale serca, udarze niedokrwiennym i ciężkiej zatorowości płucnej.
Przeciwwskazania do trombolizy: (zgodnie z zaleceniami European Society of Cardiology) 
- Przeciwwskazania bezwzględne:
  - przebyty kiedykolwiek udar krwotoczny lub udar o nieznanej etiologii
  - udar niedokrwienny przebyty w ciągu ostatnich 6 m-cy
  - uraz lub nowotwór OUN
  - przebyty duży uraz (operacja), uraz głowy w ciągu ostatnich 3 miesięcy
  - krwawienie z przewodu pokarmowego w ciągu ostatniego miesiąca
  - znane zaburzenia układu krzepnięcia
  - tętniak rozwarstwiający aorty
- Przeciwwskazania względne:
  - TIA w ciągu ostatnich 6 m-cy
  - doustna terapia przeciwzakrzepowa
  - pierwszy tydzień połogu
  - punkcja okolicy, gdzie nie można zastosować ucisku
  - resuscytacja pourazowa
  - nadciśnienie oporne na działanie leków (skurczowe powyżej 180 mm Hg)
  - zaawansowana choroba wątroby
  - infekcyjne zapalenie wsierdzia
  - czynna choroba wrzodowa